# New Orleans Jazz & Heritage Festival
Il New Orleans Jazz & Heritage Festival, comunemente chiamato Jazz Fest o Jazzfest, è una celebrazione annuale della musica e della cultura locale che si tiene presso il Fair Grounds Race Course a New Orleans, Louisiana. Il Jazz Fest attira migliaia di visitatori a New Orleans ogni anno.

## Storia
Il New Orleans Jazz & Heritage Festival and Foundation Inc., come viene ufficialmente chiamato, è stato fondato nel 1970 come ONLUS (NPO Nonprofit Organization) 501(c)(3). La Fondazione è l'organizzatore originale del New Orleans Jazz & Heritage Festival presentato dalla Shell Oil Company, sponsor finanziario aziendale. La Fondazione è stata istituita principalmente per ridistribuire i fondi generati dal Jazz Fest nella comunità locale. In quanto NPO, la loro missione afferma inoltre che la Fondazione "promuove, preserva, perpetua e incoraggia la musica, la cultura e il patrimonio delle comunità della Louisiana attraverso festival, programmi e altre attività culturali, educative, civiche ed economiche". I fondatori dell'organizzazione includevano il pianista e promotore George Wein, il produttore Quint Davis e la defunta Allison Miner.
Oltre al Festival, le altre attività dell'organizzazione includono la stazione radio WWOZ 90.7 FM, il Jazz & Heritage Foundation Archive e il George & Joyce Wein Jazz & Heritage Center. La Fondazione raccoglie fondi anche organizzando ogni anno il Jazz & Heritage Gala e offre numerosi programmi educativi e una varietà di festival più mirati.
A causa delle preoccupazioni per la Pandemia di COVID-19, il 2020 ha segnato il primo anno nella storia cinquantennale del Jazz Fest in cui il festival di due settimane è stato cancellato. Originariamente era stato riprogrammato per svolgersi dall'8 al 17 ottobre 2021, ma in seguito è stato completamente cancellato. Il 2022 ha visto la sua ripresa dopo una pausa di due anni.

## Le premesse
Nel 1962 Olaf Lambert, il manager del Royal Orleans Hotel nel quartiere francese contattò George Wein, un magnate del jazz e fondatore del Newport Jazz Festival e del Newport Folk Festival nel Rhode Island e gli chiese di portare il suo modello di festival a New Orleans. Wein incontrò il sindaco Victor H. Schiro, Seymour Weiss un dirigente alberghiero e leader civico, e alcuni membri della Camera di Commercio di New Orleans per discutere la proposta. Decisero che New Orleans e il Sud non erano pronti per un festival jazz. Era un periodo nella storia della città carico di razzismo e segregazionisti che ricordava l'era di Jim Crow. Erano ancora in vigore ordinanze cittadine che proibivano l'interazione tra musicisti bianchi e neri, turisti e gente del posto e impedivano la rivitalizzazione dell'economia in questo modo.
Due anni dopo il loro primo incontro, Lambert contattò nuovamente George Wein e gli chiese di pianificare quello che sarebbe stato chiamato il New Orleans International Jazz Festival per la primavera del 1965. Le tensioni razziali erano in aumento, e l'impegno della comunità senza scopo di lucro fu rinviato, a causa delle “tensioni di integrazione”. Nel frattempo, il proposto Annual New Orleans International Jazz Festival andò avanti sotto gli auspici dell'avvocato Dean A. Andrews Jr. Le organizzazioni comunitarie come il New Orleans Jazz Club non furono invitate e l'evento non riuscì ad attrarre grandi nomi, come affermò Andrews, era invece l'obiettivo. "La nostra idea non è quella di coinvolgere grandi musicisti. Vogliamo raccontare la storia del sound di New Orleans, per mostrare l'evoluzione del jazz di New Orleans"
Nel 1967 Durel Black, un uomo d'affari locale e presidente del New Orleans Jazz Club, convinse la locale Camera di Commercio che era giunto il momento di fare un altro tentativo per avviare un festival jazz a New Orleans. La città avrebbe celebrato il suo 250º anniversario nel 1968 e Black la riconobbe come un'opportunità per promuovere il festival. Wein fu nuovamente invitato a sviluppare il festival; tuttavia, quando si scoprì che sua moglie Joyce era afroamericana, l'offerta fu ritirata e al suo posto fu assunto il direttore degli eventi Tommy Walker. Fu pianificato un festival jazz e nel 1968, si tennero concerti serali sotto il cartellone The International Jazzfest con star del calibro di Louis Armstrong, Duke Ellington e una varietà di altri artisti.
Nel 1969 ebbe luogo un secondo International Jazzfest, che ebbe un ritorno negativo sull'investimento, nonostante la formazione di grandi nomi. Durel Black contattò Wein ancora una volta, assicurandogli che il suo matrimonio interrazziale non era più un problema, e gli chiese di prendere in carico il festival. Wein acconsentì ed era preparato e motivato a proteggere la cultura e il patrimonio della Louisiana. Riconobbe tuttavia che c'erano ancora barriere che impedivano al Festival Internazionale del '69 di sbocciare. Concluse che il formato del festival doveva essere cambiato da zero e che per avere successo era necessaria la collaborazione locale. Contattò Allan Jaffe, direttore della Preservation Hall, che organizzò i necessari collegamenti con Allison Miner, Quint Davis e diversi altri promotori.

## Storia della fondazione e del fondatore
Il New Orleans Jazz & Heritage Festival è stato fondato nel 1970 sotto la guida e la visione di George Wein. Il Festival ottenne un successo artistico immediato, nonostante la partecipazione iniziale di sole 350 persone. La visione di Wein era semplice: voleva una grande fiera diurna con più palcoscenici, con una vasta gamma di stili musicali prodotti localmente, stand gastronomici della cucina della Louisiana e stand di arti e mestieri, nonché una serie di concerti serali che piacessero a tutti. Wein cercò anche di sviluppare una nuova prospettiva che aggiungesse un livello di entusiasmo alla presentazione del festival e attirasse sia la cultura di The Crescent City sia di coloro che volevano semplicemente saperne di più sullo stile di vita unico della città. Oltre alle usanze locali, ha valorizzato la cultura africana, caraibica e francese e riuscì a presentare al mondo la musica, la cucina e l'artigianato di varie culture attraverso il Jazz Fest in un modo divertente ed emozionante.
(George Wein)

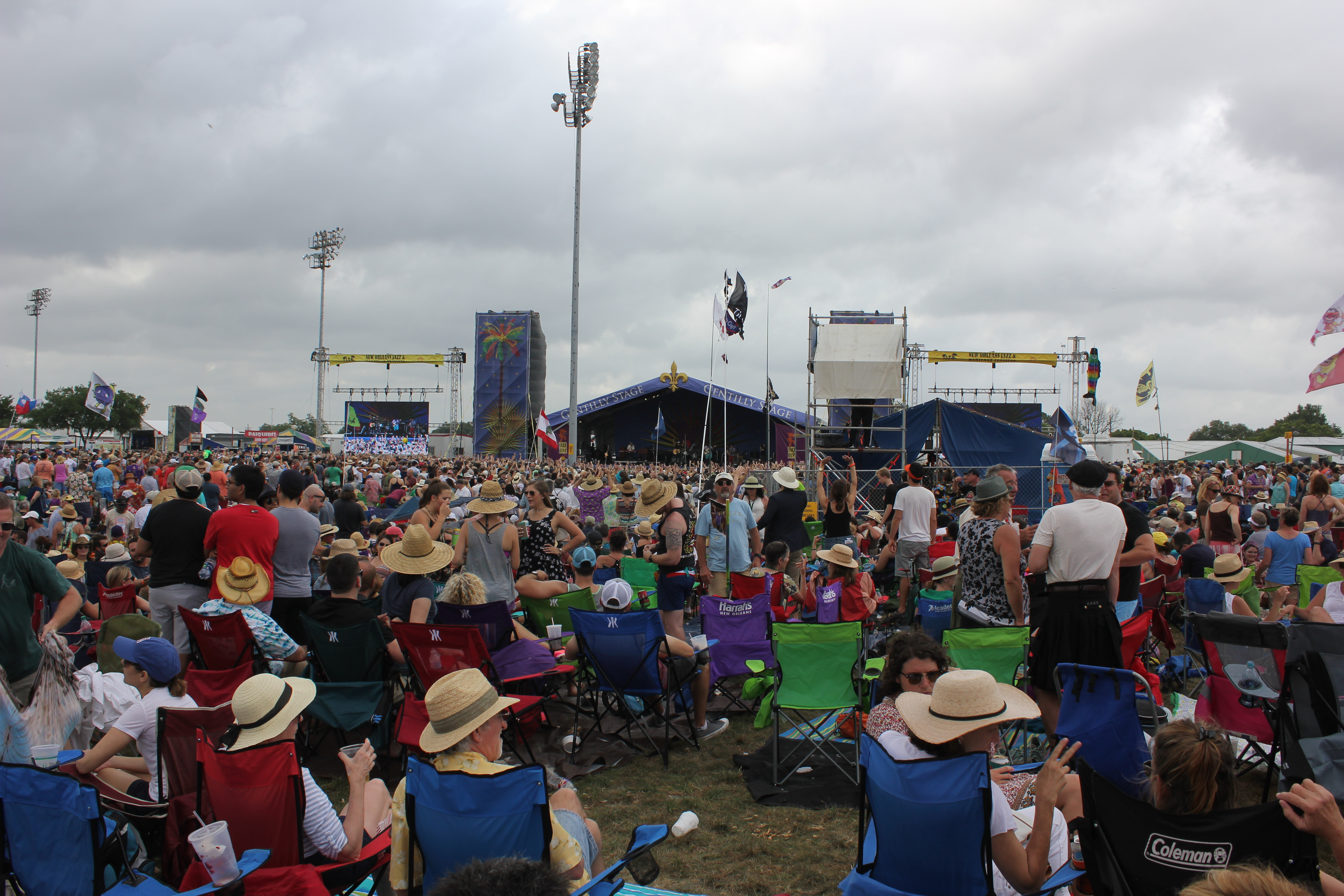
Folle al New Orleans Jazz & Heritage Festival.

Il primo Jazz Fest ebbe luogo nel 1970 fuori dal quartiere francese in un parco "che una volta era il sito di Congo Square, lo spazio dove, durante il XVIII secolo, gli schiavi si riunivano per commerciare, ballare e suonare la musica dei loro paesi d'origine". Nel 1972, dopo essersi trasferito nell'area interna del Fair Grounds Race Course, il Jazz Fest si espanse utilizzando l'intero sito di 59 ettari (145,8 acri). Nel 1975, l'anno inaugurale della serie di poster serigrafati in edizione limitata del Festival, si prevedeva che la partecipazione avrebbe raggiunto le 80.000 persone. Dal 1976 al 1978, il Jazz Fest si espanse a due fine settimana interi in concomitanza con la Heritage Fair e nel 1979 il Festival si espanse a tre fine settimana per celebrare il suo decimo anniversario.
All'inizio degli anni '80, la popolarità del Festival continuò a crescere, guadagnandosi un ampio riconoscimento come una delle celebrazioni culturali mondiali. Dagli anni '70 agli anni '80, il Jazz Fest ha contribuito a un boom del turismo senza precedenti che ha fatto guadagnare a Crescent City il soprannome di "Creole Disneyland". Nel 2017, la partecipazione totale al Jazz Fest è stata di circa 425.000 persone in sette giorni, superando la popolazione totale Orleans Parish secondo le stime del censimento precedente. Prima del COVID-19, i presenti erano cresciuti fino a quasi 500.000.
Nel corso degli anni il Festival ha avuto la sua parte di difficoltà finanziarie, nonché di crisi d'identità sul palco e nei tendoni. Gli attivisti afroamericani locali hanno accusato il Festival di sfruttare i suoi artisti e di sottorappresentare le comunità che hanno reso possibile il Jazz Fest. Sorsero anche conflitti interni che lasciarono il Festival del 1982 temporaneamente senza il membro del consiglio di amministrazione Quint Davis, che gestiva la produzione del Festival. Nel 1983, Davis ritornò e da allora non ha smesso di produrlo.
L'anno 2020 segna il primo anno nella storia cinquantennale del Festival ad essere cancellato a causa delle preoccupazioni per la pandemia di COVID-19. L'evento è stato riprogrammato per svolgersi nell'autunno 2021, dall'8 al 17 ottobre, che rientra nella stagione degli uragani nell'Atlantico.

## Manifesti annuali
Per ogni Jazz Fest dal 1984 al 2019 e dal 2022, sono stati pubblicati una serie di poster relativi all'evento di quell'anno. Questi poster sono diventati alcune delle opere d'arte più riconosciute nell'area di New Orleans/Louisiana. Vengono venduti al festival e dopo il festival online e in molti negozi d'arte della zona. I poster acquistano un valore significativo col passare del tempo.

## Caratteristiche del festival

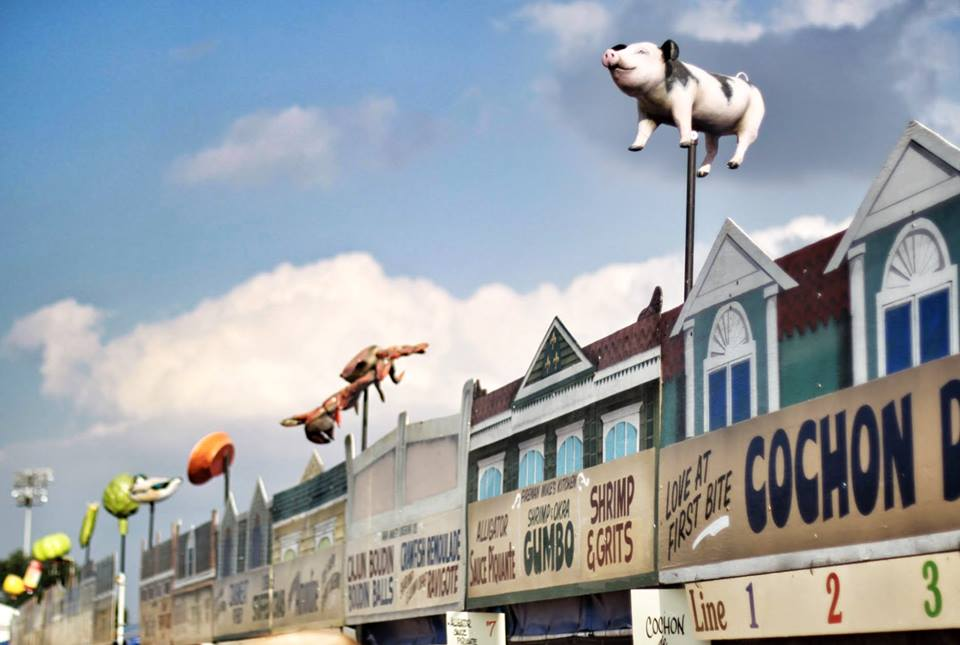
Stand gastronomici al Jazz Fest 2014

Il Festival presenta una varietà di venditori di cibo e artigianato locale. La politica alimentare ufficiale del Festival è "niente cibo di carnevale". Ci sono più di settanta stand gastronomici che includono piatti locali come bignè di aragosta, panini con maialino da latte, sandwich di salsiccia di alligatore po' boy, gamberi bolliti, piccoli granchi dal guscio morbido, Cajun jambalaya, pane jalapeño, pomodori verdi fritti, polpette di ostriche, muffulette, fagioli rossi e riso, e aragosta Monica. Sono disponibili anche opzioni vegane e vegetariane. Tutti i venditori di cibo sono piccole imprese di proprietà locale. Il Jazz Fest è al secondo posto dopo il Mardi Gras in termini di impatto economico locale.
I venditori di artigianato sono allestiti in tutto il parco, così come le dimostrazioni artigianali. Ci sono tre aree principali tra cui il mercato africano di Congo Square, che presenta l'artigianato di artigiani locali, nazionali e internazionali; l'area dell'Artigianato Contemporaneo, che presenta abiti fatti a mano, pelletteria, gioielli, dipinti, sculture e strumenti musicali; e il Louisiana Marketplace, che espone cestini, fotografie colorate a mano, gioielli e opere d'arte a tema paesaggistico.
Il Festival assegna grandi aree dedicate alle pratiche culturali e storiche uniche della Louisiana. Ci sono rappresentazioni delle molte culture che esistono nello stato, come la cultura Cajun, e quella dei Los Isleños, che discendono dai nativi delle Isole Canarie. Alcune delle aree includono il Louisiana Folklife Village, che si concentra sull'arte e la cultura statale, il Native American Village e la Tribuna. Il National Endowment for the Arts ha riconosciuto il lavoro di molti manifestanti popolari.
Durante l'evento si svolgono anche sfilate. Includono sfilate degli indiani del Mardi Gras, bande musicali, bande di ottoni e club di assistenza sociale e di piacere.

## Palchi e tende

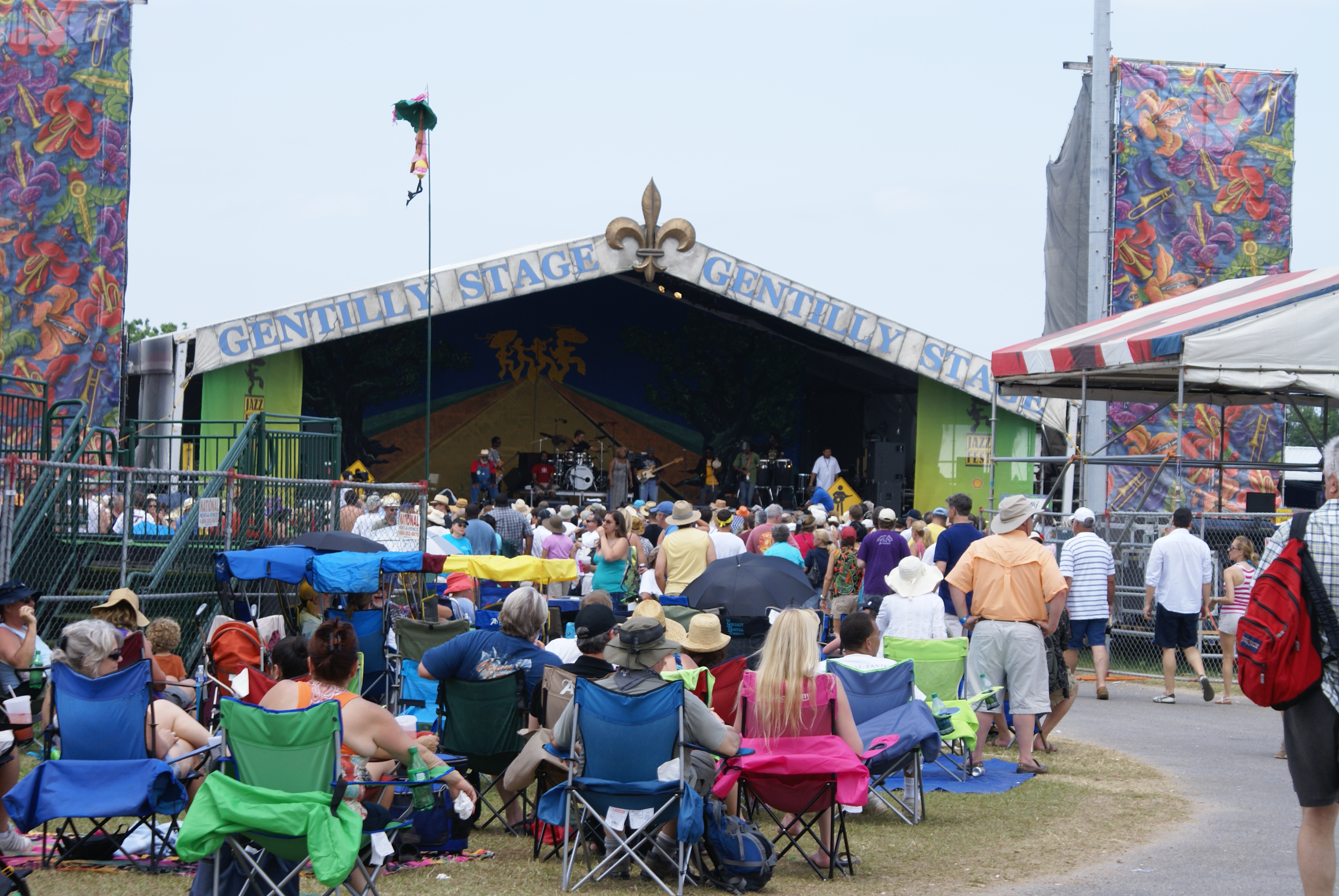
Palco Gentilly, 2011 Jazz Fest

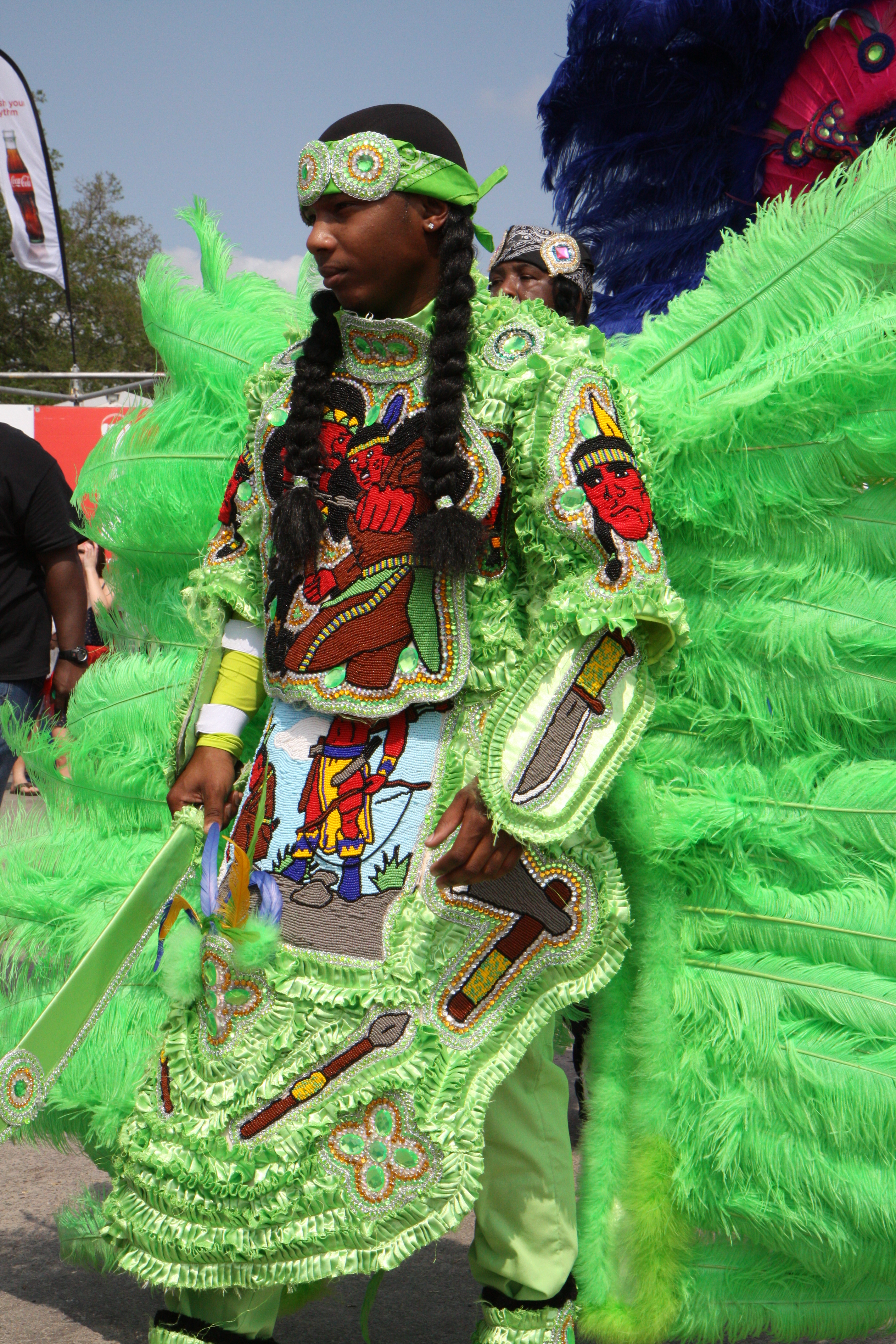
Mardi Gras indiano.

Il Jazz Fest è cresciuto fino a diventare uno dei migliori festival per osservare artisti e musicisti locali, come la Rebirth Brass Band, Juvenile e Fats Domino, oltre a musicisti famosi come Ray Charles, Tina Turner e James Brown nel territorio di Tremé. Dopo il 1972, il festival si trasferì nella comunità di Gentilly. Nel 2010 il Jazz Fest era diventato più commercializzato con star come i Foo Fighters e Christina Aguilera, allontanandosi dalle sue radici dominate dal jazz.
Il festival prevede vari palcoscenici tra i quali:
- L'Acura Stage - Il palco principale
- Gentilly Stage - Il palco Secondario
- Il Congo Square Stage - Afro-centrico e World Music
- Tenda del Blues - Musica blues
- Tenda del Jazz - Musica jazz contemporanea
- Tenda del Gospel - Musicisti e interpreti gospel
- Tenda dei bambini - Musica e spettacoli per bambini
- Lo Sheraton New Orleans Fais Do Do Stage - Musica Cajun & Zydeco
- Jazz & Heritage Stage - Indiani del Mardi Gras + Esibizioni di bande di ottoni
- Allison Miner Music Heritage - Dibattiti, informazioni sul festival e interviste dal vivo
- Food Heritage Stage - Dimostrazioni di cucina dal vivo
- Cajun Cabin - Dimostrazioni di cucina Cajun in diretta
- Economy Hall Tent - Jazz tradizionale di New Orleans
- Lagniappe Stage - Un potpourri di suono e stile

Il nome d'arte di Congo Square rende omaggio a un luogo di incontro dove i neri schiavi si incontravano per vendere beni per comprare la loro libertà, suonare strumenti e ballare. Secondo il Code Noir, gli schiavisti cattolici permettevano ai loro schiavi di avere le domeniche libere. Quel giorno libero ha contribuito a preservare la tradizione e lo spirito delle danze e dei tamburi africani. Il nome dell'area di ritrovo fu cambiato in Louis Armstrong Park, dove tradizionalmente i batteristi si esibiscono la domenica in onore dei loro antenati ridotti in schiavitù.
Nel 2015 il Jazz Fest ha celebrato il 40º compleanno del New Orleans Center for Creative Arts (NOCCA). Le esposizioni includevano opere d'arte per studenti e furono presentati spettacoli dal vivo di parole parlate e teatro musicale al Padiglione Culturale. Gli Alumni NOCCA hanno messo in mostra i loro talenti musicali alla Zatarains/WWOZ Jazz Tent, dove hanno reso omaggio all'eredità di Ellis Marsalis Jr. Il festival ha una partnership continua con scuole locali come NOCCA per dare ai giovani artisti l'opportunità di mostrare i loro talenti a un pubblico più ampio.

## Esecutori

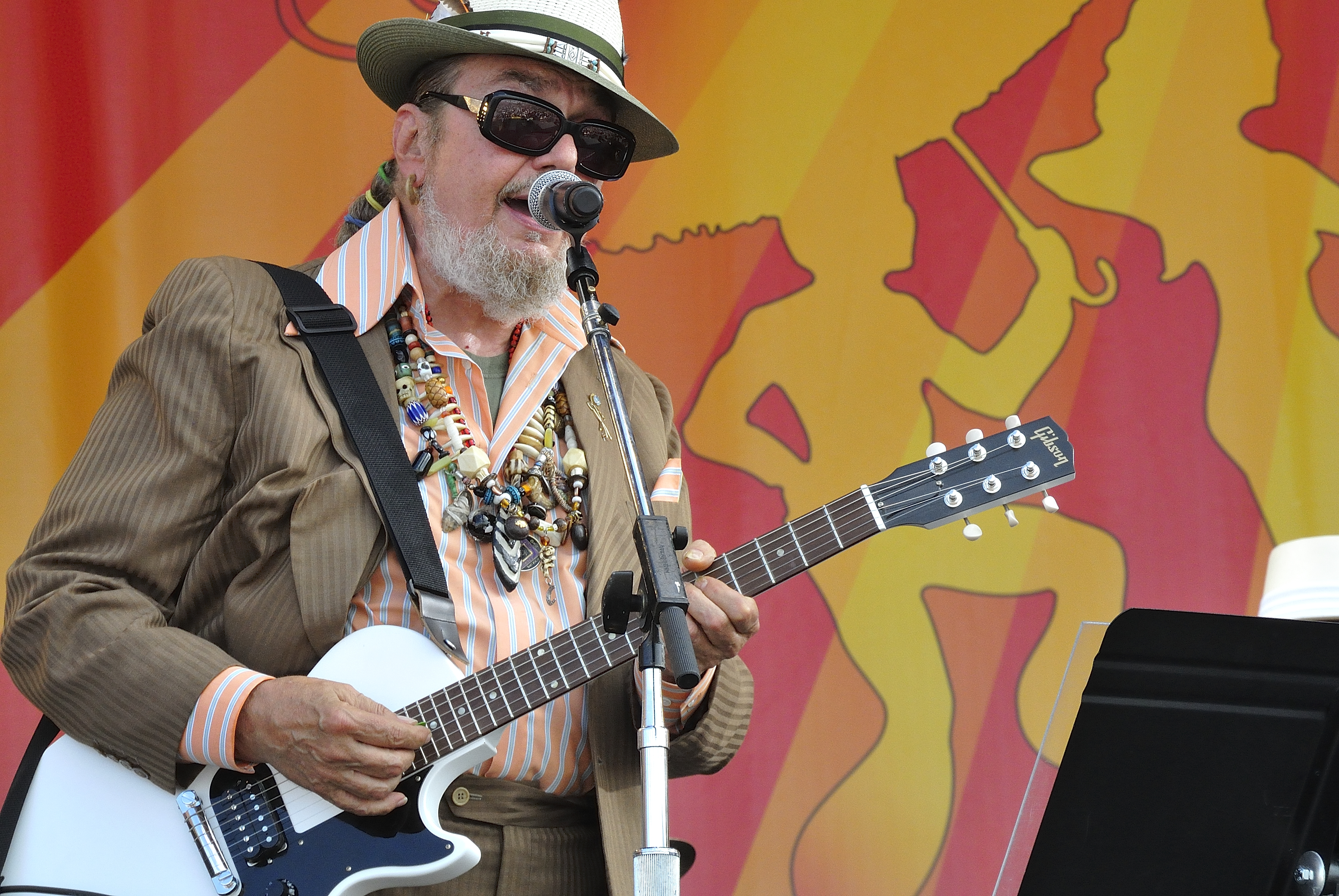
Dr. John in concerto al Jazz Fest

Sin dalla sua fondazione, il festival ha ospitato ogni anno una varietà di musicisti e artisti, dai musicisti della Louisiana alle pop star internazionali. Molti famosi musicisti di New Orleans hanno suonato ogni anno per lunghi periodi nel corso della storia del festival, come i Neville Brothers, Dr. John, Ellis Marsalis e The Radiators.
Le domande per esibirsi (da parte del grande pubblico) sono limitate alle band della Louisiana per promuovere e preservare la cultura locale.

## La Fondazione per il jazz ed il patrimonio culturale di New Orleans.
La New Orleans Jazz and Heritage Foundation è un'organizzazione 501(c)(3) che presenta il New Orleans Jazz and Heritage Festival. La fondazione è stata costituita nel 1970 come braccio no-profit del festival. I fondatori del festival George Wein, Quint Davis e Allison Miner si sono fidati che il Jazz Fest sarebbe stato un successo, nonostante un lento inizio nella vendita dei biglietti. La loro lungimiranza ha portato alla decisione di istituire la New Orleans Jazz and Heritage Foundation come organizzazione no-profit, consentendo l'opportunità di restituire i proventi alla comunità locale attraverso la programmazione culturale quando le entrate aumentavano.
Nel corso degli anni, le entrate del festival sono aumentate, ma la Fondazione ha lottato per coprire i costi associati ai suoi programmi. Nel 2004, Don Marshall è stato nominato direttore esecutivo della Fondazione. Altre fonti di finanziamento provengono da gala ed eventi speciali, donatori aziendali, donazioni individuali e sovvenzioni pubbliche e private.
La Fondazione opera con un personale a tempo pieno e un consiglio di amministrazione composto da quattro parti che comprende un comitato elettorale, un consiglio consultivo, il Senato dei presidenti passati e un Consiglio d'Onore. La sua dichiarazione di missione aziendale afferma: "Il New Orleans Jazz & Heritage Festival and Foundation, Inc. promuove, preserva, perpetua e incoraggia la musica, la cultura e il patrimonio delle comunità in Louisiana attraverso festival, programmi e altre attività culturali, educative, civiche ed economiche".
La Fondazione mantiene un coinvolgimento attivo con la comunità locale attraverso i suoi beni, la programmazione e l'arricchimento educativo. I programmi locali spaziano dall'insegnamento del jazz agli adolescenti locali, alla conservazione di registrazioni, artefatti e interviste. I programmi favoriscono la crescita economica garantendo posti di lavoro ad artisti e intrattenitori locali e offrendo intrattenimento ai cittadini.